# Escut de Navars
L'escut oficial de Navars té el següent blasonament:
Escut caironat: d'atzur, una custòdia amb l'hostia d'argent. Per timbre una corona mural de poble.

## Història
Va ser aprovat el 12 de desembre de 1997 i publicat al DOGC el 12 de gener de l'any següent amb el número 2554.
La custòdia és un senyal tradicional i fa referència al Sant Sagrament, venerat amb devoció a l'església de Castelladral, que fou el cap del municipi al segle xix.